# Wansa

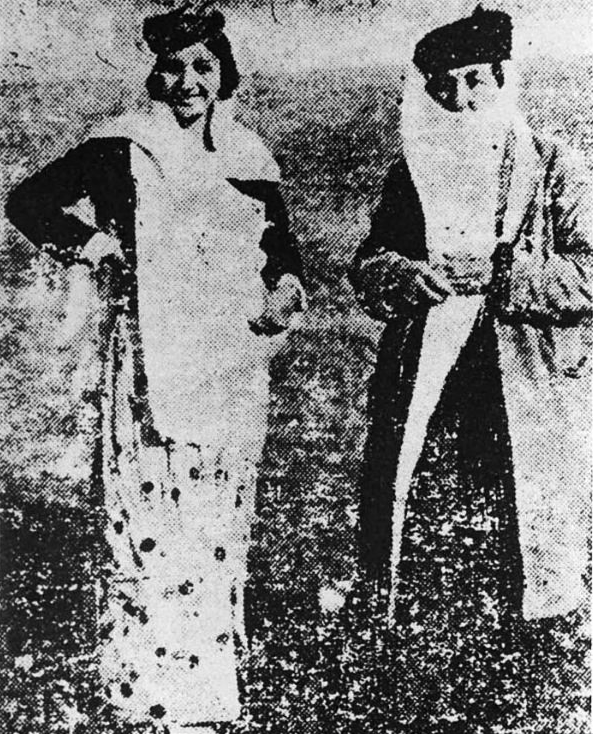
Mira Wansa und Meyan Khatun um 1935.

Mira Khatun Wansa, oder Wansa Ismail el-Amawy (arabisch ونسة الأموي, geb. 1917 in Tikrit; gest. 25. Juni 2015) war eine jesidische Prinzessin. Von 1934 bis 1938 war sie die Frau von Mir Sa’id Beg. Wansa war eine Tochter von Ismail Beg. Ihre Brüder waren Mua’wia, Abd el-Karim und Yezid Khan.

## Leben
1929 besuchte sie die Amerikanische Mädchenschule in Beirut. 1934 wurde sie die fünfte Frau von Sa’id Beg, dem Sohn von Ali Beg und Mayan Khatun im Steinpalast in Baadre. Wansa brachte eine Tochter zur Welt, Leyla, die ein Jahr später starb. 1938 nahm Sa’id Beg an einem Treffen teil, bei welchem Wansas Bruder Yezid Khan der Verschwörung beschuldigt und zum Tode verurteilt wurde. Als Sa’id Beg Wansa informierte, zog sie einen Revolver unter ihrem Kissen hervor und sagte: „Er wird erfahren, dass du zuerst gestorben bist!“. Sie feuerte mehrmals und verwundete ihren Mann. Im folgenden Durcheinander half Wansas armenischer Chauffeur Hagop nach Mossul zu fliehen und dann nach Baghdad, wo von Hagops Familie ein Versteck gefunden wurde. Wansas Vater Ismail hatte die Familie Jahre zuvor seinerseits gerettet. Wansa zog dann nach Aleppo.
Bei Ausbruch des Zweiten Weltkriegs erlaubte Rashid Ali al-Gaylani, ein Freund Ismails, Wansa, nach Bagdad zurückzukehren und unter offiziellem Schutz zu leben. 1947 konvertierte Wansa zum Islam und heiratete einen syrischen Arzt. Wansa starb am 21. Juni 2015 in Kairo, Ägypten.